# 639
Cette page concerne l'année 639  du calendrier julien. Pour l'année 639 av. J.-C., voir 639 av. J.-C.
L'année 639 est une année commune qui commence un vendredi.

## Événements
- 19 janvier :  mort de Dagobert Ier, roi des Francs. Clovis II, âgé de 5 ans (fin en 657) est reconnu par les grands roi de Neustrie et de Bourgogne à Malay-en-Sénonais sous la régence de sa mère Nantilde tandis que son frère Sigebert (9 ans) règne en Austrasie et en Aquitaine. Le trésor de Dagobert est partagé à Compiègne[1].
  - Pépin de Landen (v.580 -† 640) redevient maire du palais d'Austrasie.
  - Aega, puis Erchinoald (642), maires de Neustrie[1].
- 12 décembre, El-Arich : le général arabe Amr ibn al-As entre en Égypte avec 4 000 hommes[2]. Il s’empare de Péluse (janvier 640), puis de Memphis, que les byzantins quittent précipitamment pour Alexandrie.

- Les Byzantins pillent le Latran pour contraindre le pape Séverin, élu mais pas encore consacré, à ratifier l’Ecthèse d’Héraclius[3].
- Mu'awiyya devient gouverneur de Damas à la mort de Abu Ubayda et de Yazid de la peste[4].
- Les Arabes pillent Suse[5].
- Année de la Grande mortalité. Une grande famine sévit en Arabie (639-640)[6]. La peste dite d'Emmaüs aurait fait vingt cinq mille mort en Syrie[4].

## Naissances en 639
- Aldegonde de Maubeuge, abbesse franque (date approximative)
- Aldhelm, évêque de Sherborne (date approximative)
- Ecgberht, religieux anglo-saxon (date approximative)
- Yeon Namsan , chef militaire de Goguryeo (décédé en 701 )

## Décès en 639
- 19 janvier : Dagobert Ier (ou en 638).